# Ганнопіль (Тульчинський район)
Ганно́піль — село в Україні, у Тульчинській міській громаді Тульчинського району Вінницької області. Населення становить 1420 осіб.

## Географія
Селом протікає річка Кільцівка, права притока Сільниці.

## Історія
Станом на 1885 рік у колишньому власницькому селі Клебанської волості Брацлавського повіту Подільської губернії мешкало 1200 осіб, налічувалось 221 дворове господарство, існували православна церква, школа та 2 постоялих будинки.
1892 в селі існувало 276 дворових господарств, проживало 1329 мешканців.
За переписом 1897 року кількість мешканців зросла до 1893 осіб (950 чоловічої статі та 943 — жіночої), з яких 1699 — православної віри.
7 (20) листопада 1917 року, відповідно до Третього Універсалу Української Центральної Ради, увійшло до складу Української Народної Республіки.
12 червня 2020 року, відповідно до Розпорядження Кабінету Міністрів України від  № 707-р «Про визначення адміністративних центрів та затвердження територій територіальних громад Вінницької області», увійшло до складу Тульчинської міської громади.
19 липня 2020 року, в результаті адміністративно-територіальної реформи та ліквідації Тульчинського району, село увійшло до складу новоутвореного Тульчинського району.